# Robert Greene (écrivain américain)
Pour les articles homonymes, voir Robert Greene (homonymie) et Greene.
Robert Greene, né à Los Angeles le 14 mai 1959, est un auteur américain connu pour ses livres sur le pouvoir, la séduction et la manipulation.

## Biographie
Cadet d'une famille juive américaine, Robert Greene est diplômé de l'université de Californie à Berkeley, en lettres classiques. Il a travaillé à New York comme journaliste pour plusieurs magazines et à Hollywood comme scénariste. Son premier ouvrage, publié en 1998 aux États-Unis, The 48 Laws of Power (Les 48 lois du pouvoir), a connu un succès instantané, de même que les suivants The Art of Seduction et The 33 Strategies of War. Le mot qui relie le mieux cette trilogie best-seller est le machiavélisme. Robert Greene analyse à travers 3 000 ans d'histoire et de littérature mondiale les lois du pouvoir, les clefs de la séduction et les stratégies de la guerre.
The 48 Laws of Power s'est vendu à plus de 1,2 million d'exemplaires dans le monde entier[réf. nécessaire]. En 2009 est paru The 50th Law coécrit avec le rappeur 50 Cent. Il s'agit de l'élaboration des idées de Robert Greene sur le pouvoir dans le contexte de la vie du rappeur. En 2012 paraît Mastery (publié en français sous le titre Atteindre l'excellence), un nouvel opus qui présente les secrets et les stratégies permettant de devenir un maître dans son domaine (business, politique, management, art…).
Le travail de Greene a été présenté dans le New York Times, USA Today, CNN, New Yorker, Newsweek, le Los Angeles Times, Forbes, le Huffington Post, la Business Week, la Business Insider, la Fast Company, Slate et XXL. Greene a également participé à l'émission Today, CNBC, ABC et MTV News.

## Différences avec Machiavel
Tandis que Machiavel se pencha dans Le Prince sur l'art du pouvoir au point de vue d'une personne donnée (en l'espèce de Laurent de Médicis), et qu'il traita dans Les discours sur la première décade de Tite-Live du même sujet au regard d'une collectivité, Robert Greene s'est limité — dans son propos — à l'exercice du pouvoir par un seul et unique individu. Robert Greene a, de fait, manqué d'aborder la même question au point de vue d'une collectivité, d'où une lacune au regard de la science des régimes politiques[réf. nécessaire].
Chaque loi a son propre chapitre, complété par une « transgression de la loi », une « observance de la loi » et/ou un « renversement ».
Cela dit, en regard de Machiavel, Robert Greene innove, à bien des égards, sur la question du pouvoir[réf. nécessaire]. En particulier, Robert Greene s'est penché sur l'état d'esprit du Prince, pleinement dans le moment présent, dans le kairos ; Machiavel s'étant limité à conseiller Laurent de Médicis de faire preuve de vertu, de donner une apparence du pouvoir. Toutes choses, certes, qui n'ont jamais exclu la véritable vertu - au sens aristotélicien ou plotinien, ni, donc, un certain état d'esprit, mais nulle part, Machiavel n'entra dans les détails de l'état d'esprit du Prince.

## Vie personnelle
Greene vit à Los Angeles avec sa petite amie Anna Biller, réalisatrice de films. Greene est polyglotte, il étudie le Bouddhisme zen. Il était aussi un fervent nageur et vététiste avant son accident.
Greene a subi un grave accident vasculaire cérébral avant de lancer son nouveau livre (The Laws of Human Nature) en 2018. Il a été causé par un caillot de sang au cou et l'a laissé sans utilisation de sa main et de sa jambe gauche.